# Kathedrale von Sigüenza

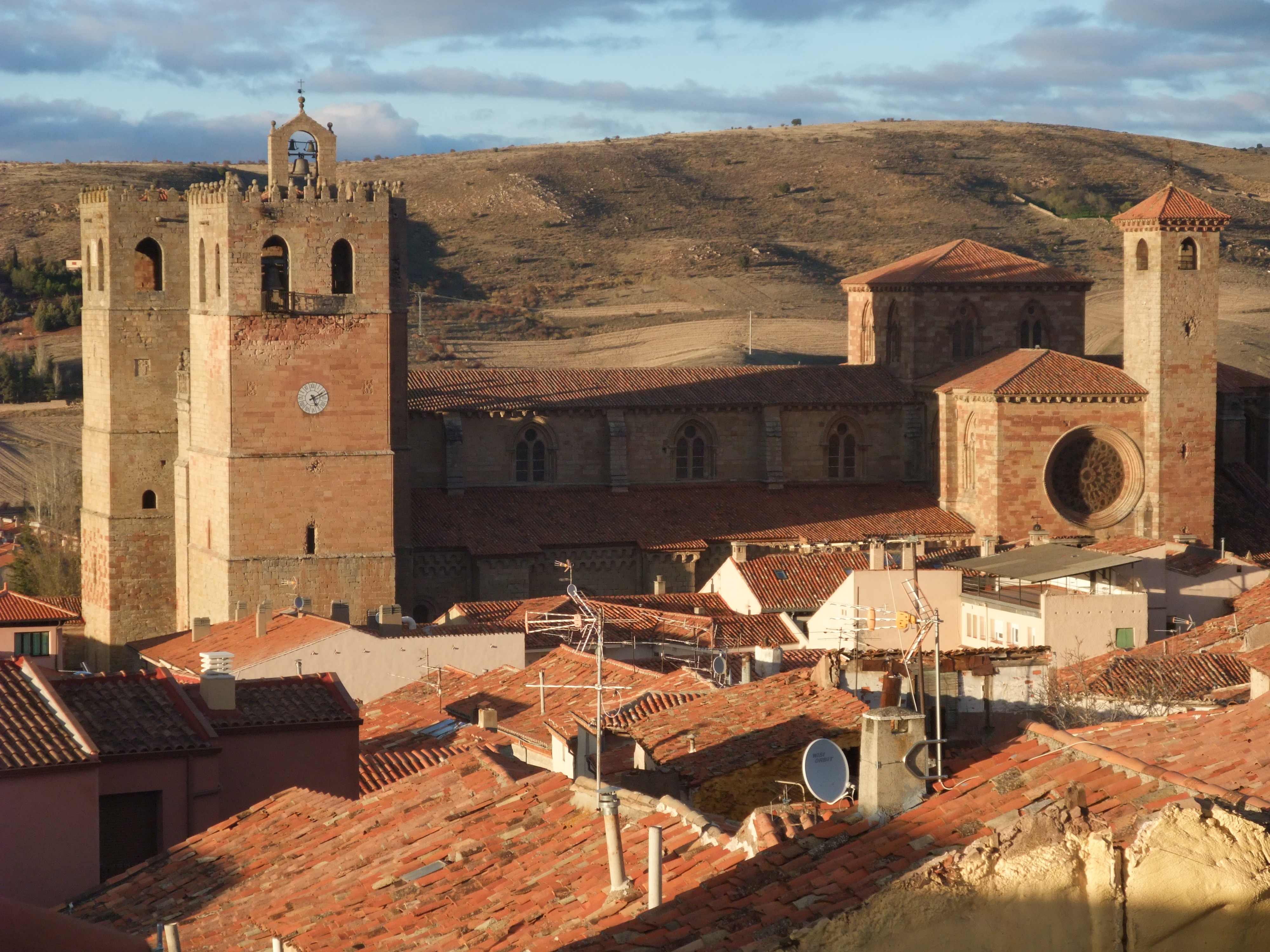
Gesamtansicht der Kathedrale

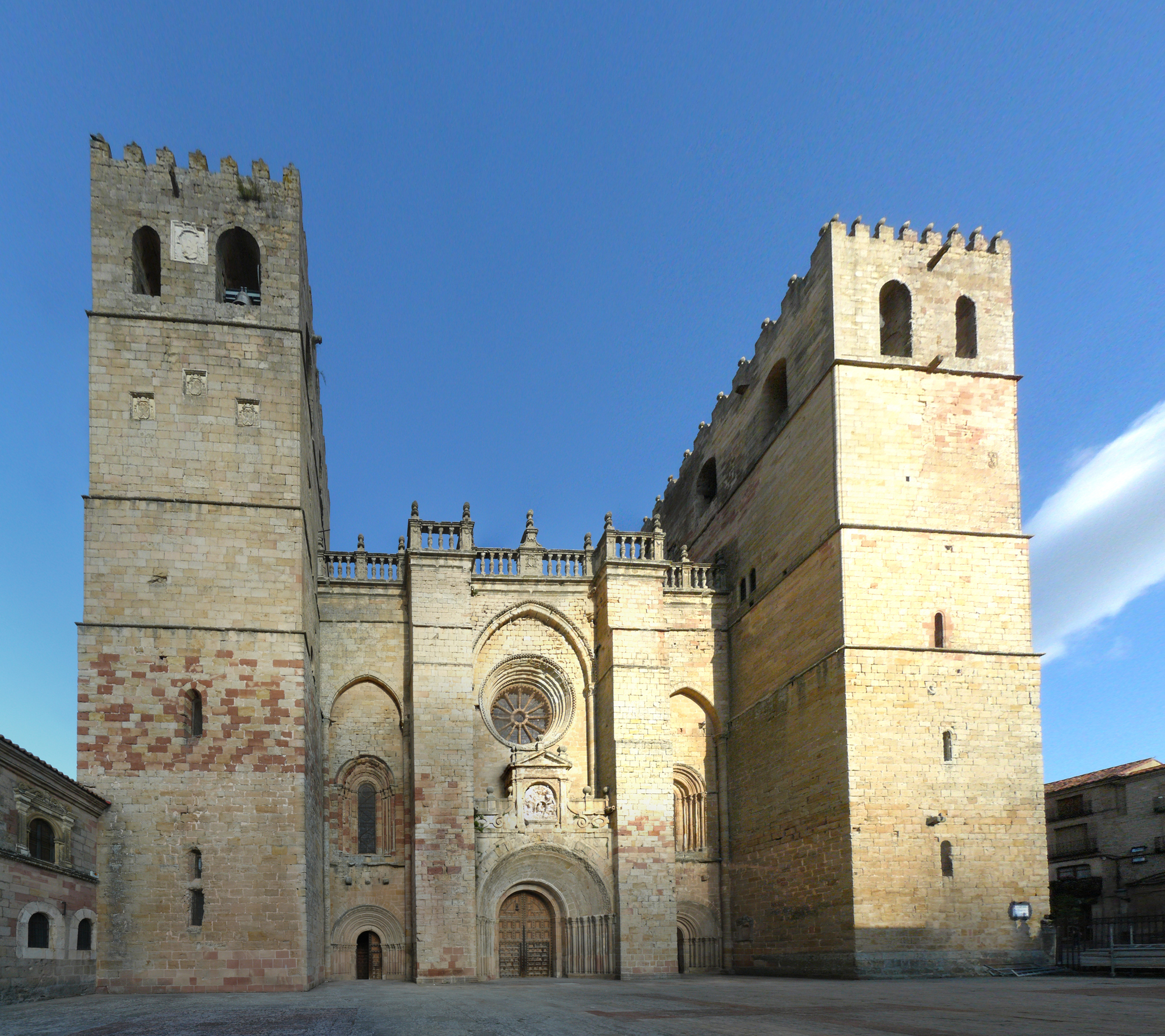
Fassade der Kathedrale

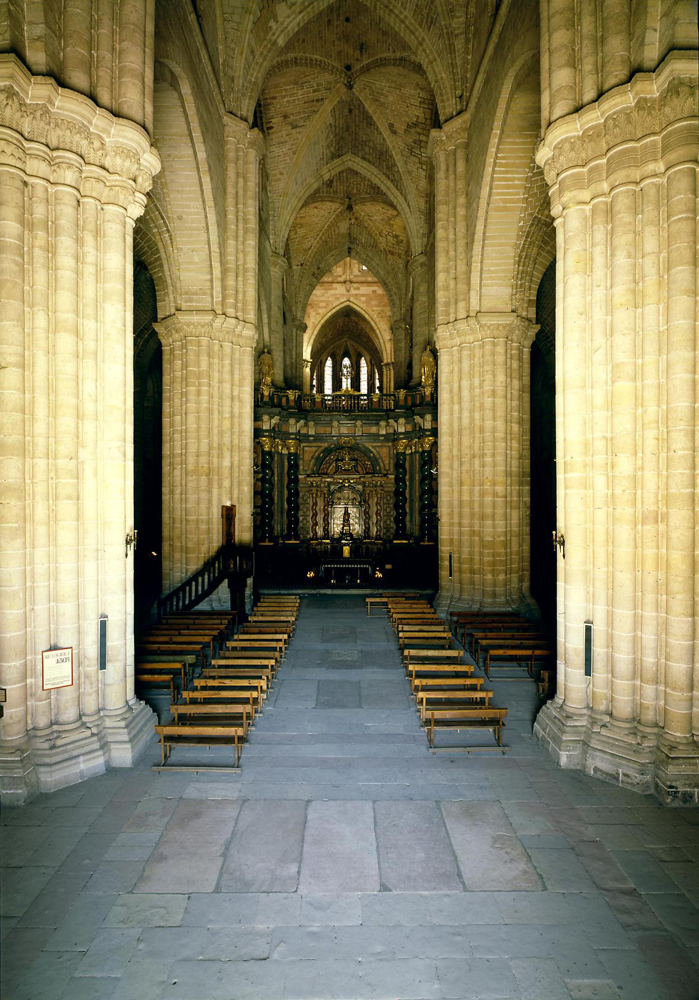
Mittelschiff mit trascoro

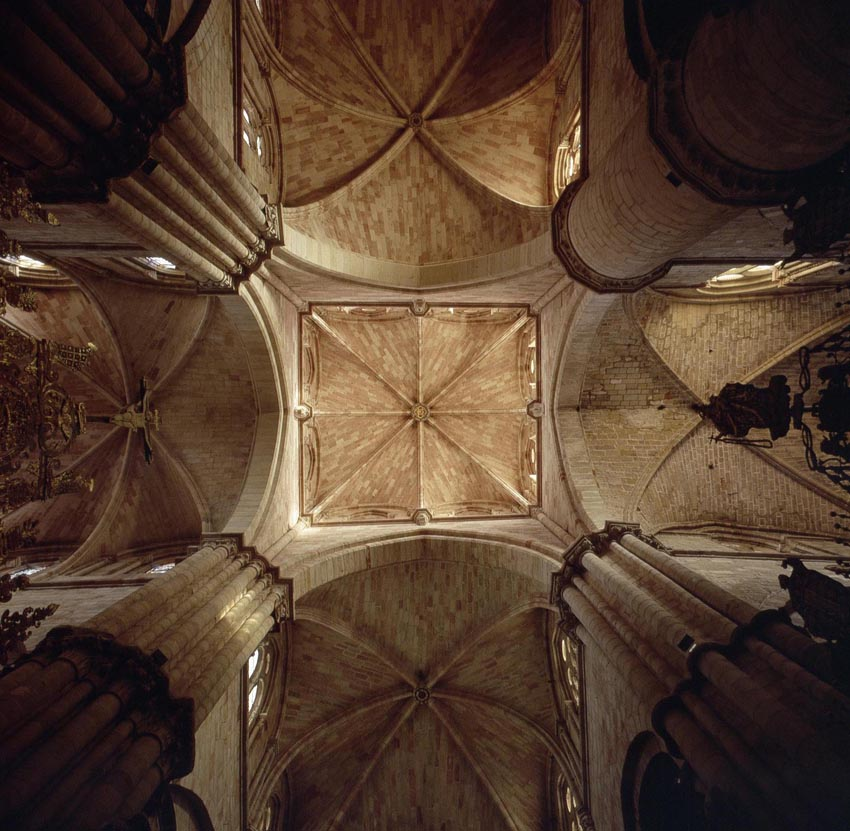
Vierung und Gewölbe

Die Kathedrale von Sigüenza oder Marienkathedrale (spanisch Catedral de Santa María) ist eine römisch-katholische Kirche in Sigüenza in der zentralspanischen Provinz Guadalajara. Die Kathedrale des Bistums Sigüenza-Guadalajara mit dem Patrozinium Mariä Aufnahme in den Himmel wurde zwischen dem 12. und 15. Jahrhundert errichtet.

## Geschichte
Der Bau der Kathedrale begann im Jahr 1124 nach der Vertreibung der Mauren und der Ernennung Bernardos von Agen zum Bischof. Sie wurde auf Fundamenten errichtet, die zuvor eine westgotische Kirche und dann eine maurische Moschee trugen. Der Bau der romanischen Kirche zog sich bis in das 15. Jahrhundert hin und erhielt – vor allem im Innern – auch gotische Elemente und im 16. Jahrhundert Anbauten im Stil der Renaissance. Alonso de Covarrubias baute von 1532 bis 1537 die Hauptsakristei an, weiterhin wurde der Kreuzgang (claustro) errichtet. Die Kathedrale wurde 1948 durch Papst Pius XII. zu einer Basilica minor erhoben.

## Architektur
Die Westfassade ist geprägt durch die robusten Türme im mittelalterlichen Stil einer Kirchenfestung. Die Portale auf der Süd- und Westseite sind im romanischen Stil erhalten, jedoch mit späteren barocken und klassizistischen Ergänzungen. Die Kirche gliedert sich in drei Kirchenschiffe, ein Querhaus mit Laternenturm und einen Altarraum mit Chorumgang, sie ist mit Rippengewölben überdacht. Bedeutend sind die St.-Peters-Kapelle, deren Gitter ein Werk von Juan Francés ist, die Himmelfahrtskapelle mit Details im Mudéjar-Stil sowie die St.-Markus-Kapelle.

## Ausstattung
Die Kathedrale beherbergt bedeutende Ausstattungsstücke – darunter mehrere mittelalterliche Altäre und eine Kanzel aus der Zeit um 1500. In der Capilla de los Arces befindet sich das Wandgrab von Martín Vázquez el Doncel vom Ende des 15. Jahrhunderts; davor steht das Doppelkenotaph von Fernando de Arce und seiner Frau. An der Südwand des Chors befindet sich das gotische Grabmal des Bischofs Alonso Carrillo de Albornoz sowie die Grabstätte des Ritters Gómez Carrillo de Acuña und seiner Frau. Bedeutendstes Gemälde ist eine Verkündigung von El Greco.

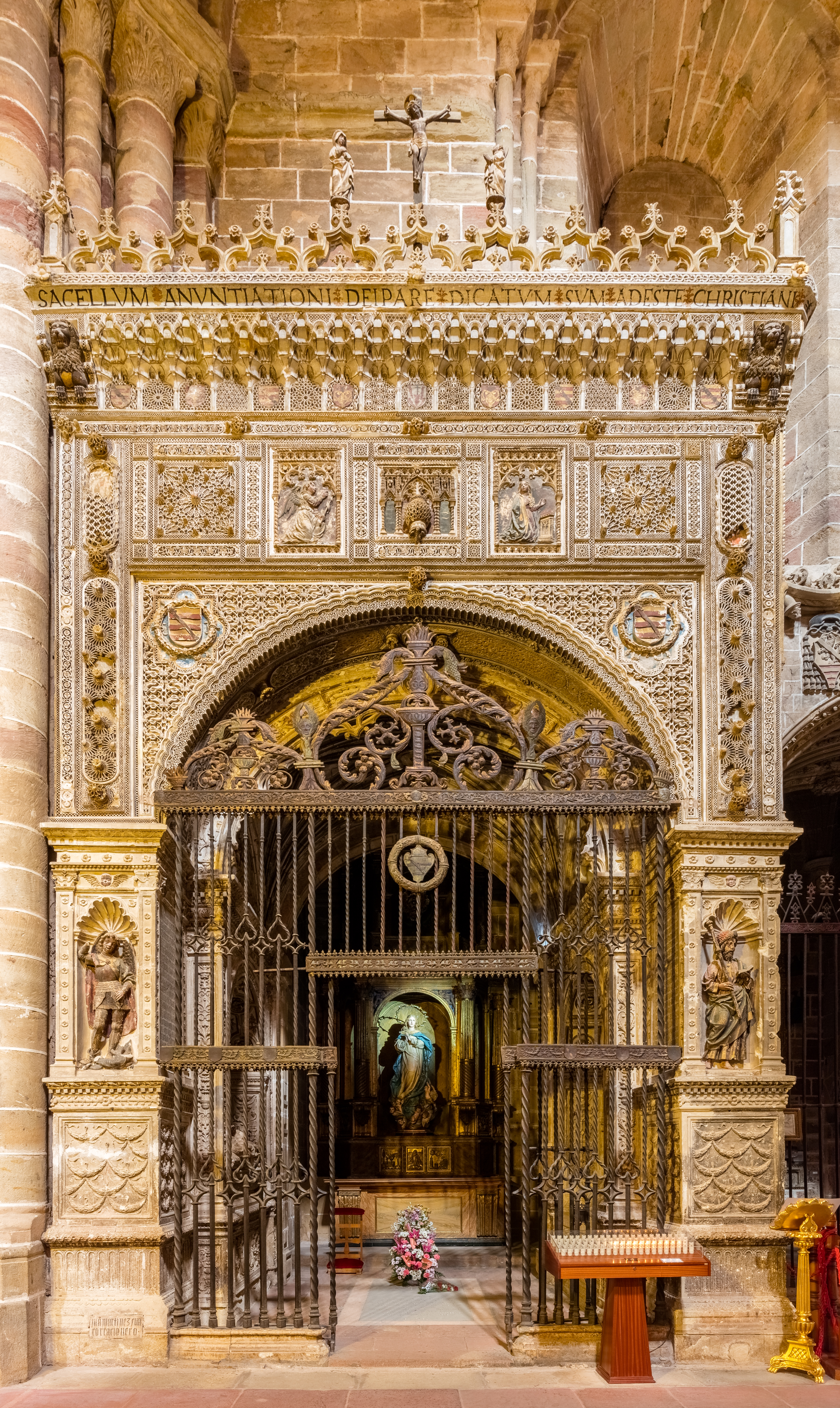
Eingang zur Verkündigungskapelle
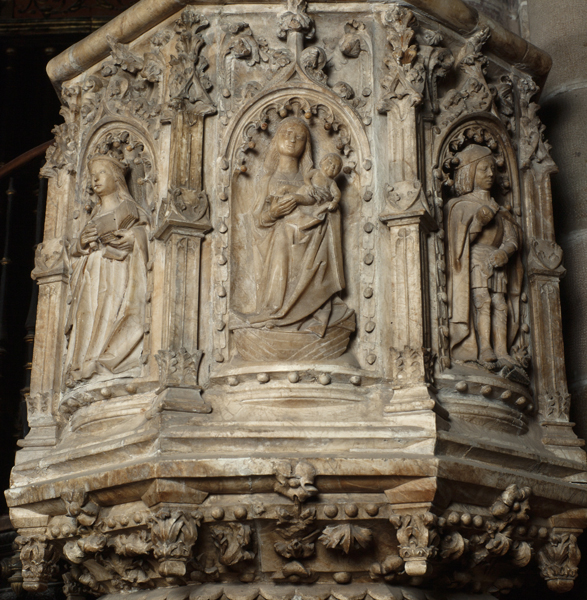
Steinerne Kanzel
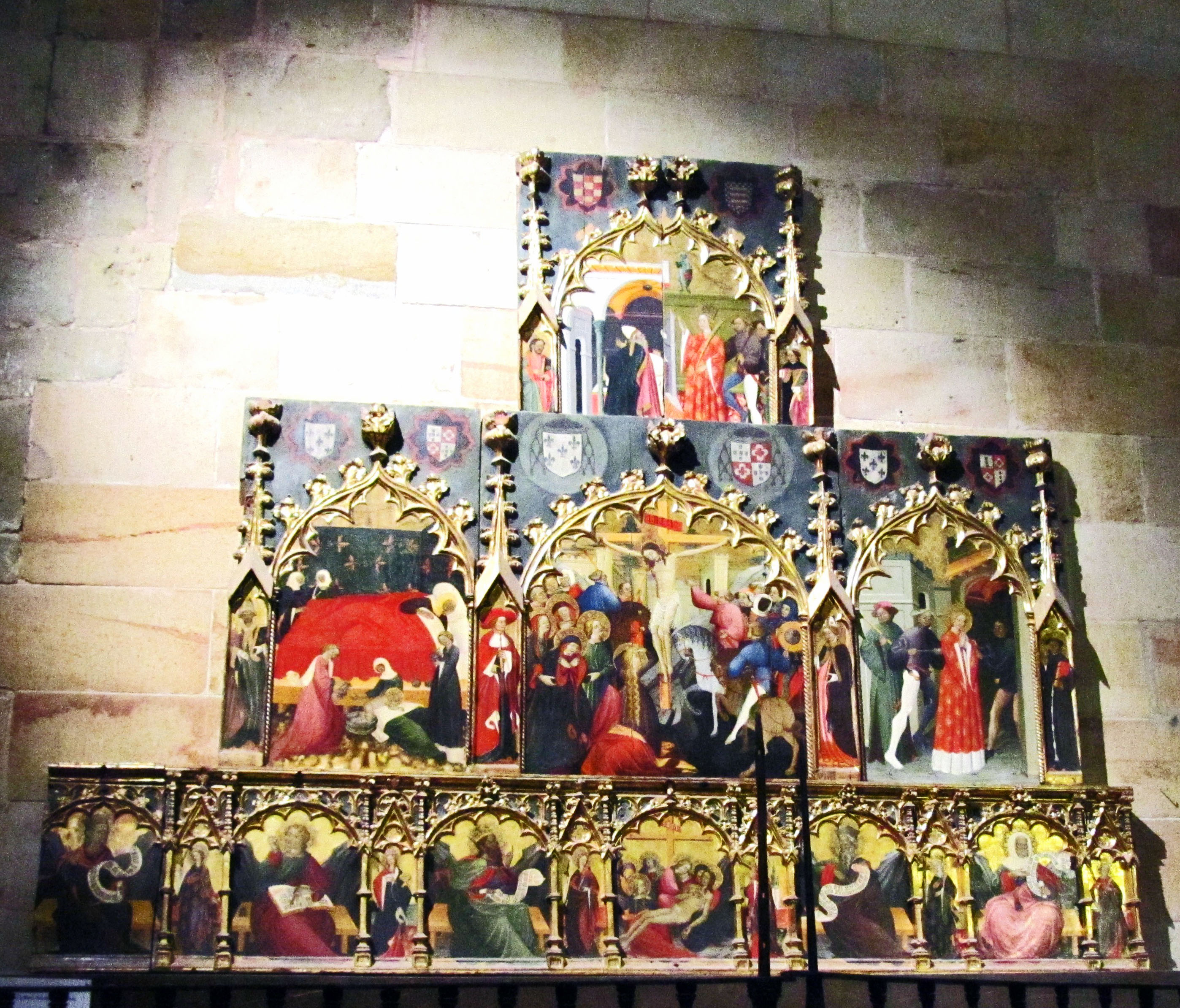
Spätgotisches Altarretabel
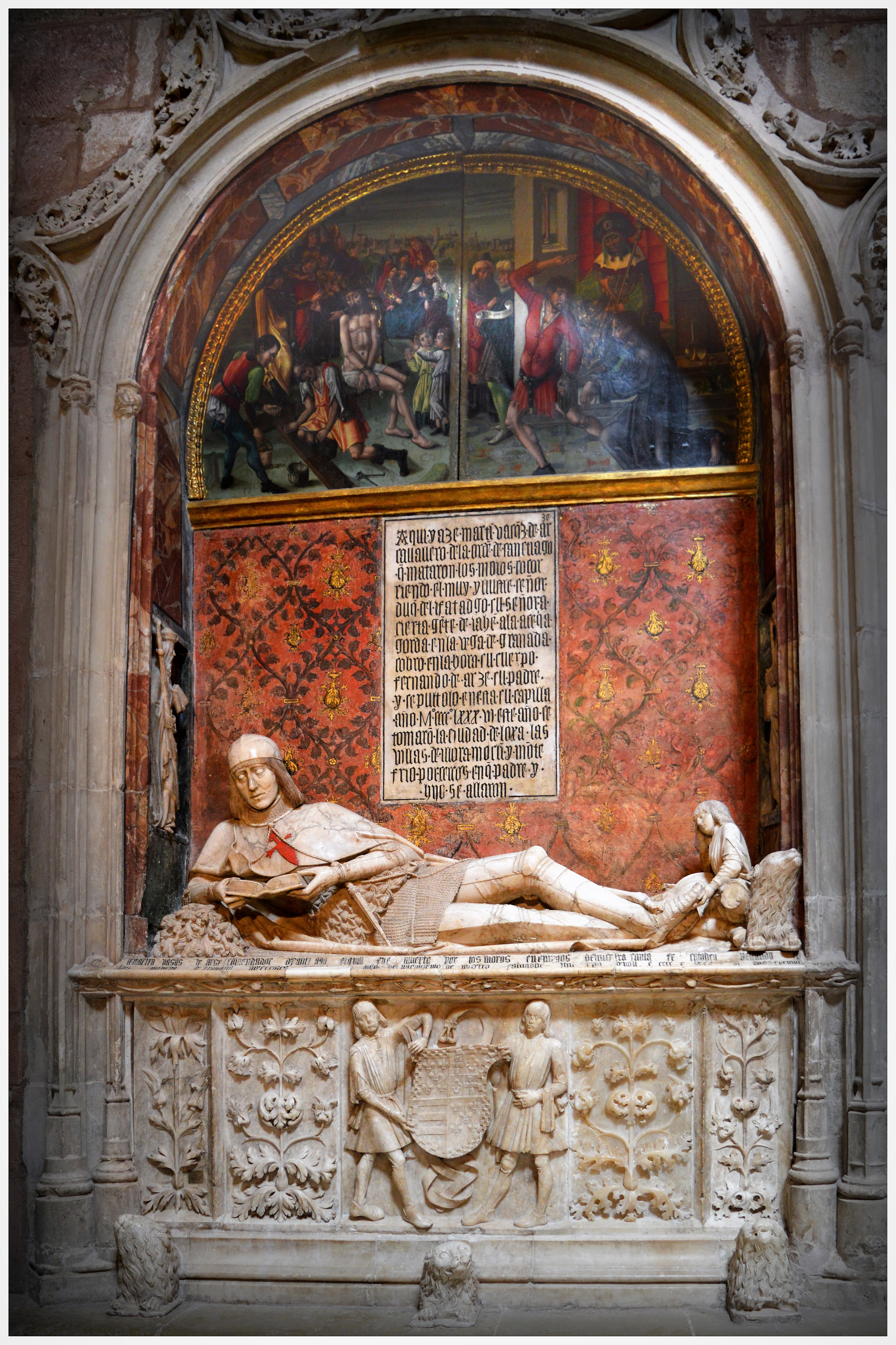
Grabmal eines vor Granada gefallenen Jakobsritters (Doncel des Sigüenza)
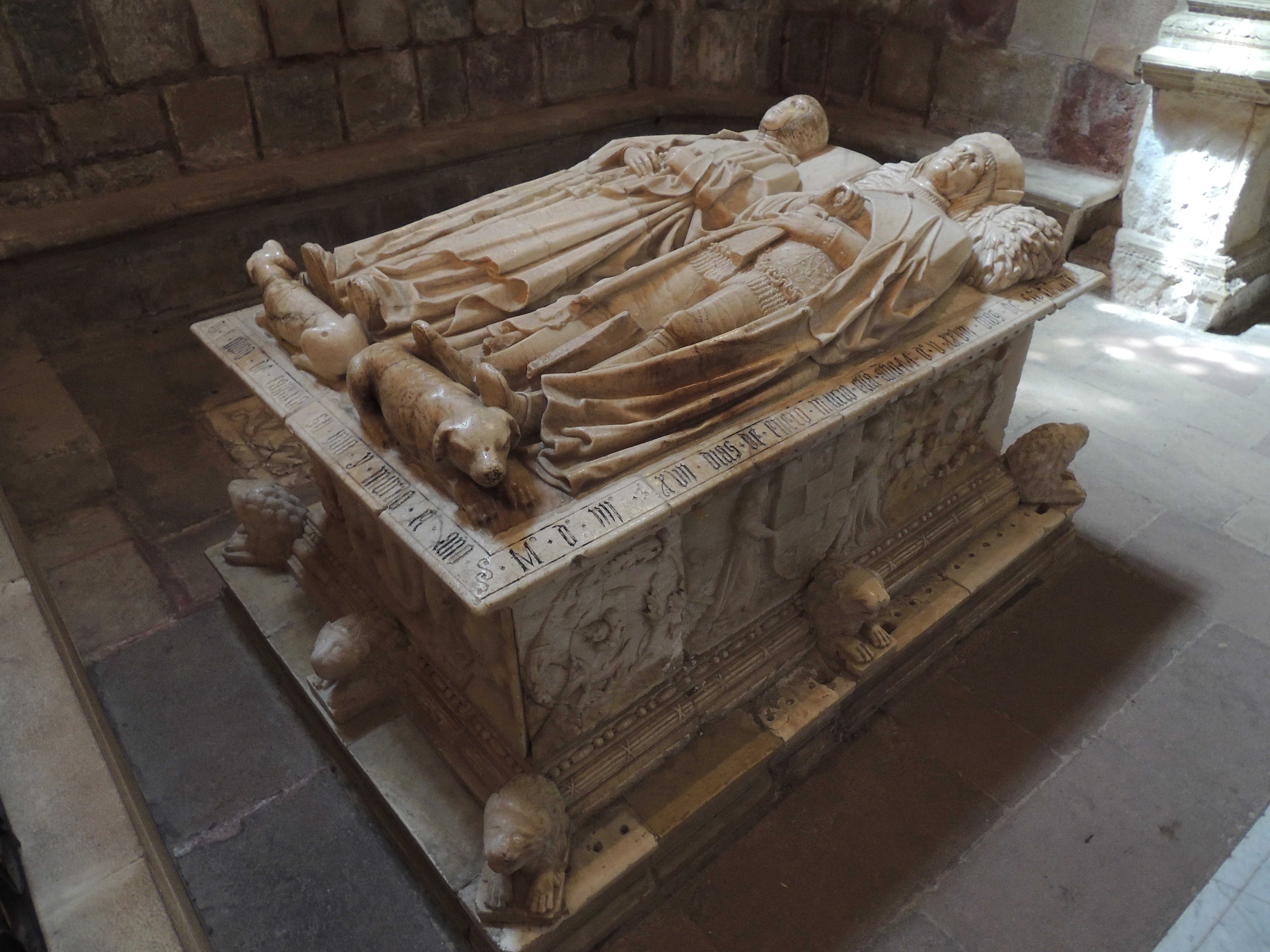
Grabmal von Fernando de Arce und Catalina de Sosa